# Epizoanthus macintoshi
Epizoanthus macintoshi is een Zoanthideasoort uit de familie van de Epizoanthidae. De wetenschappelijke naam van de soort is voor het eerst geldig gepubliceerd in 1891 door Haddon & Shackleton.